# Aartsbisdom Hamburg
Het aartsbisdom Hamburg (Duits: Erzbistum Hamburg; Latijn: Archidioecesis Hamburgensis) is een rooms-katholiek aartsbisdom met zijn hoofdzetel in de Duitse stad Hamburg. Het bisdom omvat de deelstaten Hamburg en Sleeswijk-Holstein en het Mecklenburgse deel van de deelstaat Mecklenburg-Voor-Pommeren. Hamburg is het qua oppervlakte het grootste bisdom van Duitsland. Het aandeel van de katholieken op de totale bevolking in het bisdom is echter gering.
Het eerste bisdom is in 831 door Lodewijk de Vrome gesticht. Dit werd echter spoedig samengevoegd met het toenmalige bisdom Bremen, waarbij Bremen de zetel werd: het aartsbisdom Bremen.
Op 23 juli 1973 werd de apostolische administratie Schwerin opgericht. Op 24 oktober 1994 werd deze verheven tot het aartsbisdom Hamburg.

## Kerkprovincie
De aartsbisschop van Hamburg is metropoliet van de kerkprovincie met de volgende bisdommen:
- Bisdom Hildesheim
- Bisdom Osnabrück

## Aartsbisschoppen
- 24-10-1994 - 16-02-2002: Ludwig Averkamp
- 22-11-2002 - 21-03-2014: Werner Thissen
- 26-01-2015 - heden: Stefan Heße